# Ibrahim Mahlab

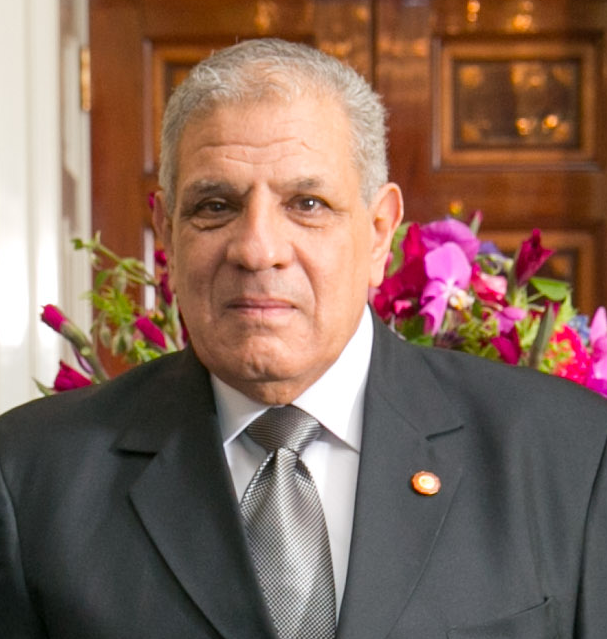
Ibrahim Mahlab

Ibrahim Mahlab (arabisch إبراهيم محلب, DMG Ibrāhīm Maḥlab; * 1949) ist ein ägyptischer Diplomingenieur, Politiker und war vom 17. Juni 2014 bis 12. September 2015 ägyptischer Premierminister. Vom 25. Februar 2014 bis zum 16. Juni 2014 war er bereits Interimspremierminister der Übergangsregierung.
Mahlab graduierte 1972 an der Universität Kairo in Bauingenieurwesen. Seit 2013 war Mahlab in der Regierung von Hasim al-Beblawi der Minister für Wohnungsbau. Parteipolitisch war er Mitglied des Obersten Rates für Politik der einst existierenden Nationaldemokratischen Partei.